# 湖北行政长官列表
下表列出1911年之后的湖北省行政长官：

## 中華民國

### 军政长官
湖北都督
- 黎元洪（1911年10月 - 1913年12月）
- 段祺瑞（1913年12月 - 1914年2月，代理）
- 段芝貴（1914年2月 - 6月，署理）

湖北將軍
- 段芝貴（1914年6月 - 1915年8月）
- 張錫鑾（1915年8月 - 12月）
- 王占元（1915年12月 - 1916年7月，1916年1月前為代理）

湖北督軍
- 王占元（1916年7月 - 1921年8月）
- 蕭耀南（1921年8月 - 1925年1月）

湖北督辦
- 蕭耀南（1925年1月 - 1926年2月）
- 陳嘉謨（1926年2月 - 10月）
- 卢金山

### 民政长官
- 湖北行政公署民政长
  - 刘心源
  - 夏寿康
  - 饶汉祥
  - 吕调元
- 湖北巡按使公署巡按使
  - 吕调元
  - 段书云
  - 范守佑
- 湖北省长公署省长
  - 范守佑
  - 王占元
  - 何佩瑢
  - 孙振家
  - 夏寿康
  - 刘承恩
  - 汤芗铭
  - 萧耀南
  - 杜锡钧
  - 刘佐龙

## 中華民國

### 湖北省政府主席
- 張知本 (1927年12月 - 1929年5月）
- 何成濬（1929年5月 - 1932年3月，1930年2月前由方本仁代理）
- 夏斗寅 (1932年3月 - 1933年7月）
- 張群 (1933年7月 - 1935年12月）
- 楊永泰 (1935年12月 - 1936年10月）
- 黃紹竑（1936年12月 - 1937年11月，1937年10月起由何成濬代理）
- 何成濬（1937年10月 - 1938年6月，1937年11月前為代理）
- 陳誠 (1938年6月 - 1944年7月，1939年2月 - 1940年8月由嚴立三代理，1943年起由朱懷冰代理）
- 王東原 (1944年7月—1946年4月）
- 萬耀煌 (1946年4月 - 1948年4月）
- 張篤倫 (1948年4月 - 1949年2月）
- 朱鼎卿 (1949年2月 - 1949年11月）

### 日本傀儡政权
维新政府湖北省省长
- 何佩瑢

汪精卫政权湖北省政府主席
- 何佩瑢
- 杨揆一

汪精卫政权湖北省省长
- 杨揆一
- 叶蓬

## 中华人民共和国

### 湖北省委书记
| 姓名   | 籍贯       | 在任时间               | 曾任最高职务                                                                     | 备注                                    |
| ------ | ---------- | ---------------------- | -------------------------------------------------------------------------------- | --------------------------------------- |
| 李先念 | 湖北黄安   | 1949年5月－1954年5月   | 中华人民共和国主席 中国共产党中央委员会副主席 中国人民政治协商会议全国委员会主席 | 省人民政府主席 1992年6月21日在北京逝世  |
| 王任重 | 河北景县   | 1954年5月－1966年8月   | 国务院副总理，全国政协副主席                                                     | 1992年3月16日在北京逝世                 |
| 曾思玉 | 江西信丰   | 1968年2月－1973年12月  | 中共湖北省委第一书记 济南军区司令员                                              | 革命委员会主任 2012年12月31日在大连逝世 |
| 赵辛初 | 湖北黄梅   | 1973年12月－1978年8月  | 粮食部部长                                                                       | 革命委员会主任 1991年11月15日在武汉逝世 |
| 陈丕显 | 河北威县   | 1978年8月－1982年10月  | 全国人大常委会副委员长                                                           | 革命委员会主任 1995年8月23日在北京逝世  |
| 关广富 | 黑龙江穆棱 | 1983年1月－1994年12月  | 中共湖北省委书记                                                                 | 2016年4月16日在武汉逝世                 |
| 贾志杰 | 吉林扶余   | 1994年12月－2001年1月  | 全国人大常委                                                                     |                                         |
| 蒋祝平 | 江苏宜兴   | 2001年1月－2001年12月  | 中共湖北省委书记                                                                 |                                         |
| 俞正声 | 浙江绍兴   | 2001年12月－2007年10月 | 第十八届中央政治局常委、第十二届全国政协主席                                     |                                         |
| 罗清泉 | 湖北江陵   | 2007年10月－2010年12月 | 中共湖北省委书记                                                                 | 2021年4月22日在武汉逝世                 |
| 李鸿忠 | 山东昌乐   | 2010年12月－2016年9月  | 现任中共中央政治局委员 全国人大常委会副委员长                                    |                                         |
| 蒋超良 | 湖南汨罗   | 2016年10月－2020年2月  | 中共湖北省委书记                                                                 |                                         |
| 应勇   | 浙江仙居   | 2020年2月－2022年3月   | 现任最高人民检察院检察长                                                         |                                         |
| 王蒙徽 | 江苏盐城   | 2022年3月－2024年12月  |                                                                                  |                                         |
| 王忠林 | 山东费县   | 2024年12月-            |                                                                                  |                                         |

### 湖北省省长
| 姓名   | 籍贯     | 在任时间               | 曾任最高职务                                                                     | 备注                                                   |
| ------ | -------- | ---------------------- | -------------------------------------------------------------------------------- | ------------------------------------------------------ |
| 李先念 | 湖北黄安 | 1949年5月－1954年8月   | 中华人民共和国主席 中国共产党中央委员会副主席 中国人民政治协商会议全国委员会主席 | 省人民政府主席 1992年6月21日在北京逝世                 |
| 刘子厚 | 河北任县 | 1954年8月－1956年1月   | 全国政协常委                                                                     | 1955年1月以前称省人民政府主席 2001年12月22日在北京逝世 |
| 张体学 | 河南光山 | 1956年1月－1968年2月   | 中共湖北省委代理第一书记                                                         | 1973年9月3日在北京逝世                                 |
| 曾思玉 | 江西信丰 | 1968年2月－1973年12月  | 中共湖北省委第一书记 济南军区司令员                                              | 革命委员会主任 2012年12月31日在大连逝世                |
| 赵辛初 | 湖北黄梅 | 1973年12月－1978年8月  | 粮食部部长                                                                       | 革命委员会主任 1991年11月15日在武汉逝世                |
| 陈丕显 | 河北威县 | 1978年8月－1980年1月   | 全国人大常委会副委员长                                                           | 革命委员会主任 1995年8月23日在北京逝世                 |
| 韩宁夫 | 山东高唐 | 1980年1月－1983年4月   | 中共湖北省委书记                                                                 | 1995年1月13日在武汉逝世                                |
| 黄知真 | 江西横峰 | 1983年4月－1986年1月   | 湖北省人大常委会主任                                                             | 1993年2月5日在武汉逝世                                 |
| 郭振乾 | 河南洛宁 | 1986年1月－1990年3月   | 国家审计署审计长                                                                 | 2019年8月13日在北京逝世                                |
| 郭树言 | 河南镇平 | 1990年3月－1993年2月   | 国务院三峡工程建设委员会办公室主任                                               | 2022年1月23日在北京逝世                                |
| 贾志杰 | 吉林扶余 | 1993年2月－1995年2月   | 中共湖北省委书记                                                                 |                                                        |
| 蒋祝平 | 江苏宜兴 | 1995年2月－2001年1月   | 中共湖北省委书记                                                                 |                                                        |
| 张国光 | 辽宁绥中 | 2001年1月－2002年10月  | 湖北省人民政府省长                                                               | 2004年2月被开除党籍                                    |
| 罗清泉 | 湖北江陵 | 2002年10月－2007年12月 | 中共湖北省委书记                                                                 | 2021年4月22日在武汉逝世                                |
| 李鸿忠 | 山东昌乐 | 2007年12月－2011年2月  | 现任中共中央政治局委员 全国人大常委会副委员长                                    |                                                        |
| 王国生 | 山东东阿 | 2011年2月－2016年7月   | 中共青海省委书记 中共河南省委书记                                                |                                                        |
| 王晓东 | 江西信丰 | 2016年9月－2021年5月   | 湖北省人民政府省长                                                               |                                                        |
| 王忠林 | 山东费县 | 2021年5月－2025年1月   | 现任中共湖北省委书记                                                             |                                                        |
| 李殿勋 | 河南上蔡 | 2025年1月－            | 现任                                                                             |                                                        |